# Trifolium grandiflorum
Trifolium grandiflorum är en ärtväxtart som beskrevs av Johann Christian Daniel von Schreber. Trifolium grandiflorum ingår i släktet klövrar, och familjen ärtväxter. Inga underarter finns listade i Catalogue of Life.